# Gymnoscelis hamata
Gymnoscelis hamata är en fjärilsart som beskrevs av Holloway 1979. Gymnoscelis hamata ingår i släktet Gymnoscelis och familjen mätare. Inga underarter finns listade i Catalogue of Life.